# Mi chiamano Radio
Mi chiamano Radio (Radio)  è un film del 2003 diretto da Michael Tollin. Il film è basato sulla vera storia di Harold Jones (Ed Harris), allenatore di football scolastico negli Stati Uniti d'America alla T. L. Hanna High School e un giovane con disabilità intellettiva James Robert "Radio" Kennedy (Cuba Gooding, Jr.). Nel film recitano anche Debra Winger e Alfre Woodard: la fonte d'ispirazione per il soggetto è stato un articolo del 1996 apparso sulla rivista Sports Illustrated scritto Gary Smith.
James Robert Kennedy (nato il 14 ottobre 1946 ad Anderson nella Carolina del Sud e deceduto il 15 dicembre 2019), cresce affascinato dalla tecnologia della radio. Il suo soprannome, "Radio", gli viene dato dai suoi concittadini per via della radiolina che porta con sé ovunque vada.

## Trama
Un giovane uomo di colore, con un grave ritardo mentale, vive da solo con la madre che, infermiera, passa quasi tutta la giornata al lavoro. Il figlio James, dunque, passa la gran parte della giornata in giro per la città, spingendo un carrello della spesa dentro il quale mette tutte le cose che trova.
Passeggiando intorno al Liceo T.L. Hanna spesso si sofferma a osservare i ragazzi della squadra di football che si allenano, guidati dal coach Jones. Un giorno mentre il ragazzo assiste agli allenamenti, una palla da football finisce fuori dal campo e lui, dopo averla raccolta, la porta via dentro al suo carrello. Il giorno seguente i ragazzi della squadra di football lo chiudono dentro uno stanzino al limite del campo dopo avergli legato mani e piedi. Il coach Jones lo libera e con l'allenatore della squadra di football punisce i ragazzi.
Da questo momento in poi il coach Jones si prenderà sempre cura di James, il quale ancora non parla agli estranei, e lo chiama Radio, proprio perché ascolta continuamente la sua radio. Dopo l'episodio di bullismo Radio inizia a far parte della squadra di football, aiutando come può il coach, e incitando i ragazzi in ogni incontro sportivo.
Radio trova allora la serenità nel contesto del liceo, in cui viene seguito dagli insegnanti se pur con qualche resistenza da parte di alcuni genitori che non vedono di buon occhio l'arrivo di un giovane uomo gravemente ritardato nella scuola dei figli. Il giovane adesso ha fiducia verso gli insegnanti e verso tutte le persone che incontra, e ricomincia anche a parlare e a instaurare rapporti di amicizia con tutti. Radio passa gran parte del suo tempo con il coach e con la squadra e gli è permesso entrare insieme alla squadra nel campo di football come una sorta di mascotte in ogni partita.
Ben presto però la stagione di football volge al termine, ma il coach Jones non abbandona il giovane che, anzi all'interno della scuola è coinvolto in molte attività, ad esempio leggere il menù del pranzo alla mensa al microfono del liceo. Il coach adesso non è solo insegnante, ma anche amico di Radio, e finisce inevitabilmente per trascurare la figlia Mary Helen, facente parte del gruppo delle cheerleader dello stesso liceo. La famiglia, comunque, lo appoggia e lo sostiene nell'aiuto del ragazzo. Tutti insieme vanno alla Messa di Natale, alla quale Radio riceve moltissimi regali da tutti i compaesani. Alla fine della Messa Mary Helen fa capire al padre di sentirsi messa da parte, ma non gliene fa una colpa, sebbene non riesca a capire il motivo del suo interessamento verso il ragazzo.
Radio torna a casa accompagnato dal coach, dal quale riceve una radio nuova. A detta della madre, quello è il Natale più felice dopo tanto tempo. Il giorno seguente Radio raccoglie molti regali all'interno del suo carrello e inizia a distribuirli a tutte le case. Incontra per strada un ufficiale della polizia che, al suo primo lavoro, e non sentendosi rispondere alle domande dal ragazzo, lo porta in caserma, dove viene riconosciuto dagli altri ufficiali e quindi liberato.
Dopo le vacanze Radio torna a scuola, dove viene istigato da alcuni ragazzi della squadra di football, in particolare dal figlio di un banchiere facente parte del consiglio scolastico, a entrare nello spogliatoio delle ragazze. Radio, che non si rende conto dell'inganno, ubbidisce, e appena entra nello spogliatoio scappa via fra le grida delle ragazze.
Tuttavia non fa la spia su chi sia stato a mandarlo lì, ma il coach Jones scopre ugualmente di chi si tratta, e sospende il responsabile da una partita decisiva per il campionato.
Radio, nonostante il grave ritardo, dà quindi prova della sua bontà e si dimostra molto più uomo di tanti altri. Poco tempo dopo sua madre muore di infarto, e Radio si trova a vivere da solo, prima che il fratello maggiore ritorni a casa per curarlo. Quella stessa sera, di ritorno a casa insieme a Mary Helen, Harold Jones racconta alla figlia di quando, da piccolo, lavorava come postino. Ripensa a quando, facendo delle consegne, vide un bambino della sua stessa età piangere dietro un filo spinato. Qualunque problema avesse, Jones non lo aiutò, e il senso di colpa non lo abbandona neanche oggi. La figlia perciò capisce da dove nasca tutto l'attaccamento del padre per Radio, e la sua necessità di aiutarlo. Dopo la morte della madre di Radio le pressioni del consiglio scolastico, ma più che altro del banchiere che si oppone, si fanno più opprimenti.
Un assistente sociale spesso interroga la preside del liceo, e consiglia al coach di spedire Radio presso degli istituti specializzati. Il coach però non si dà per vinto e continua a sostenere Radio e a coinvolgerlo negli allenamenti dei Jacket e nelle partite. Tuttavia le pressioni del consiglio si fanno più forti e il coach decide di dimettersi dal suo ruolo di allenatore sportivo presso il liceo, ma rimane come insegnante per stare vicino a Radio e a portarlo al diploma come gli altri ragazzi. Tutti accolgono la notizia con grande sorpresa e disappunto, anche il banchiere, poiché il coach Jones è un insegnante valido e un buon allenatore.
Il film si conclude con il diploma di fine anno dei ragazzi, e il regalo del figlio del banchiere. Questo infatti dona a Radio una divisa della squadra dei Jacket, che lo ringrazia felice. Radio riceve un diploma ad honorem, e continuerà a far parte della scuola ancora per tanti anni.

## Critica
Il film ha ricevuto durante l'edizione dei Razzie Awards 2003 una nomination come Peggior attore per Cuba Gooding Jr.